# 대통령의 딸 (2004년 영화)
《대통령의 딸》(영어: First Daughter)은 미국에서 제작된 포리스트 휘터커 감독의 2004년 로맨틱 코미디 드라마 영화이다. 미국 대통령(마이클 키턴 분)을 아버지로 둔 주인공(케이티 홈스 분)이 백악관에서 해방되어 다사다난한 대학 생활을 보내는 가운데 다른 학생(마크 블루커스 분)과 가까워진다. 존 데이비스 등이 제작에 참여하였다.

## 줄거리
대통령 존의 외동딸 샘은 평생 대중에게 노출되어 사생활이 없는 삶을 살아왔다. 샘은 대학에 진학하며 이를 평범한 삶을 누릴 기회로 여긴다.
경호 요원을 줄여달라는 요구를 존이 할 수 없이 들어준 후 샘은 기숙사 학생 사감(resident advisor) 제임스와 가까워진다. 제임스는 샘이 파파라치를 피하고 경호원들을 따돌리는 걸 도와준다.
샘은 제임스와 깊은 속마음을 나누고 자신을 돌봐준 데 대한 보답으로 무도회에 초청한다. 그러나 무도회 밖에서 시위가 열려 대피를 하는 과정에서 샘은 제임스가 실은 자신에게 할당된 요원 중 하나였다는 사실을 알게 되고 배신감을 느끼는데...

## 출연진
- 케이티 홈스 - 서맨사 "샘" 매켄지 역
- 마크 블루커스 - 제임스 랜섬 역
- 에이머리 - 미아 톰프슨 역
- 마거릿 콜린 - 멜러니 매켄지 역
- 릴라 로숀 - 리즈 패퍼스 역
- 마이클 키턴 - 존 매켄지 대통령 역
- 마이클 밀호언 - 복 요원 역
- 비라 왕 - 본인 역
- 조앤 리버스 - 본인 역
- 멀리사 리버스 - 본인 역
- 제이 레노 - 본인 역

## 기타 제작진
- 배역: 데니즈 피지니
- 미술: 앨릭 해먼드
- 의상: 프랜신 제이미슨탠척